# Ctenops nobilis
Ctenops nobilis або гостроголовий гурамі — єдиний представник роду ктенопс (Ctenops), прісноводний тропічний вид лабіринтових риб з родини осфронемових (Osphronemidae).
За природою ктенопси найближче стоять до представників роду сферихт (Sphaerichthys).

## Поширення
Вид поширений на півночі Індії (штати Біхар, Західний Бенгал, Ассам, Сіккім), а також в Непалі та Бангладеш.
Зустрічається в річках і струмках з повільною течією, старицях, ставках та озерах, як зазвичай є складовою водно-болотних угідь. Зазвичай це прозорі й чисті водойми з густою рослинністю. Комфортно почуваються в поверхневих шарах води серед плавучих рослин. Харчуються переважно личинками комах.
Середовище існування виду зменшується через втрату водно-болотних угідь, які перетворюються на землі сільськогосподарського використання. Загрозлива ситуація склалася зокрема в Ассамі та Бангладеш.

## Опис
Це невелика елегантна риба, що сягає довжини 10 см. Зовні нагадує представників роду Trichopsis, має витягнуте, стиснуте з боків тіло, морда гостра й увігнута. Очі випуклі й дуже виразні та рухливі, мають великий радіус огляду.
Спинний плавець короткий і посунутий назад, анальний, навпаки, довгий, починається відразу за черевними і майже сягає хвостового плавця. Перші промені черевних плавців витягнуті у вигляді ниток. Хвостовий плавець округлої форми. Формула плавців: D IV—VI/6-8, A IV—V/23-28, P 12, V I/5.
Луски ктеноїдні. У бічній лінії 28-33 луски. Сама бічна лінія невиразна.
Як і інші представники підряду лабіринтових Anabantoidei, цей вид має додатковий орган дихання, відомий як лабіринтовий орган. Він дозволяє рибам для дихання використовувати атмосферне повітря, яке вони ковтають з поверхні.
Забарвлення коричнювате зі сріблясто-білою горизонтальною смугою, що проходить від ока до основи хвостового плавця, та різними світлими геометричними візерунками. Очі сріблясті. Непарні плавці мають більш-менш виразну червонувату облямівку. Іноді у верхній частині кореня хвостового плавця можна бачити круглу чорну пляму в світлій облямівці.
Забарвлення риб сильно варіює залежно від їх позиції в ієрархічній структурі «рибної громади».
Розрізнити стать у ктенопсів буває дуже важко. Самці та самки однакового розміру, але у самців трохи довша голова із ширшою мордою; найкраще це можна побачити, якщо дивитися на риб згори. Кінці спинного й анального плавців у самців трохи довші й гостріші, а черевні — трохи довші. Забарвлення самки трохи темніше, а малюнок більш контрастний.

## Систематика
Рід Ctenops, разом із родами Trichogaster, Trichopodus, Luciocephalus, Sphaerichthys і Parasphaerichthys, об'єднується в підродину луціоцефалових (Luciocephalinae). З трьома останніми він має однакову структуру поверхні ікри, що складається із серії спіральних гребенів на зовнішній поверхні ікринок. Така структура є унікальною для костистих риб, що дозволило об'єднати зазначені чотири роди риб в так звану групу «спіральної ікри» (англ. spiral egg). Монофілія цієї групи була підтверджена молекулярними філогенетичними дослідженнями.

## Господарське значення
Разом із іншими рибами, ктенопси потрапляють до улову місцевих рибалок, але загалом для рибальства ктенопс суттєвого значення не має.
Певна кількість гостроголових гурамі регулярно постачається до мереж торгівлі акваріумними рибами. Відловлюють риб переважно на території Біхару.

## Утримання в акваріумі
В акваріумах вид вважається проблемним. Риби погано переносять транспортування, і в магазини часто потрапляють у поганому стані. До того ж ктенопси дуже хворобливі й легко зазнають нападу з боку різних бактерій і паразитів. За високої температури гостроголовий гурамі відмовляється від їжі.
Мінімальний об'єм акваріума — 150 літрів, краще більше. Температура води рекомендується в межах 20-25°С, pH до 7,0, твердість до 12 dGH. Вода має бути ідеально чистою, але слід враховувати, що ці риби не люблять сильної течії, тому не можна використовувати інтенсивної фільтрації. Рекомендується регулярно підмінювати частину води (10-15 % щотижня) й уникати наявності в акваріумі джерел забруднення продуктами розпаду.
Рекомендується густо засаджувати акваріум рослинністю, особливо великими плавучими рослинами (Ceratopteris, Eichhornia, Pistia, Stratiotes). Ктенопси постійно тримаються серед рослин біля поверхні води.
У стосунках між собою гостроголові гурамі поводяться дуже агресивно, і це не залежать від статі риб. У жодному разі не можна тримати кілька риб разом в одному акваріумі протягом тривалого часу. Вони не лише борються за статус в ієрархічній структурі, а й взагалі не переносять одна одну. Сильніший індивід нещадно ганяє слабшого, тільки-но побачить його в полі свого зору. Слід зазначити, що гостроголові гурамі контролюють доволі велику територію, як на риб такого розміру. Слабші шукають спасіння у схованці, тому акваріум повинен бути великим і відповідно облаштованим. Хоча ктенопси й не завдають один одному травм, слабші риби перебувають у стані постійного стресу, і це може призвести до їх загибелі.
У той же час, можна тримати гостроголових гурамі в спільному акваріумі разом з іншими видами, які мають мирний і спокійний характер. На інших риб ктенопси не звертають ніякої уваги. Іноді тримають гостроголових гурамі кожного окремо, разом з іншими рибами, а об'єднують їх тільки з метою розведення. В нерестовий період вони поводяться між собою більш терпимо.
Ктенопси перебувають у постійному повільному русі. Граючи своїми жвавими очима, вони весь час вишукують їжу, особливо серед плавучих рослин. Дно вони не обстежують і на корм, що там лежить, не звертають уваги. Якщо враховувати цю особливість, з годівлею риб проблем не виникає. Найкраще підходять личинки комарів, особливо ласі гостроголові гурамі до комах розміром до м'ясних мух, яких можна кидати на поверхню води. Можна привчити ктенопсів також до морожених кормів, але беруть їх лише під час падіння. Те саме стосується й кормів у гранулах.

## Розмноження
Ктенопси належать до групи риб, які виношують потомство у роті, причому цим займається самець. Гостроголових гурамі риб неодноразово розводили в умовах акваріума, але випадки вирощування молоді до дорослого віку поки що не відомі.
Шлюбні ігри ініціює самка, вони тривають декілька днів, перш ніж риби перейдуть до відкладання ікри. Самець у цей час стає світло-коричневим, а самка набирає темно-коричневого забарвлення із чітко викарбуваними поздовжніми смугами. Нерест відбувається у відкритій воді, при цьому риби перебувають у нетісних обіймах. Ікринки лягають на анальний плавець самця, звідки самка збирає їх ротом і випльовує прямо в рот самцеві. Загалом відкладається близько 200 ікринок, вони доволі великі й мають розмір 2,2 мм у перетині.
Самець виношує потомство близько трьох тижнів, відбувається це без участі самки. Вже за 10 днів та може нереститися з іншим самцем, поки перший зайнятий батьківськими обв'язками.
Самець випускає мальків з рота протягом двох-трьох днів, надалі він їх не охороняє. Мальки виходять досить великими, маючи 5-6 мм завдовжки, й відразу здатні їсти наупліуси артемій і циклопів. Вони мають смугасте чорно-біле забарвлення. Перші дні мальки практично не рухаються, тому повинні «стояти в кормі».
Вирощування мальків гостроголового гурамі не становить проблем, поки вони не досягнуть розміру близько 3 см. В цей час молоде покоління змінює забарвлення на доросле, й водночас спостерігається масова загибель виводка. Причини цього явища поки що не встановлені.